# Spyfall
"Spyfall" é o season premiere da 12.ª temporada da série de ficção científica britânica Doctor Who, transmitido originalmente através da BBC One em duas partes, em 1 e 5 de janeiro de 2020. Foi escrito pelo showrunner e produtor executivo da série, Chris Chibnall, sendo dirigido por Jamie Magnus Stone e Lee Haven Jones.
O episódio apresenta Jodie Whittaker como a Décima terceira Doutora, ao lado de Bradley Walsh, Tosin Cole e Mandip Gill como seus acompanhantes, Graham O'Brien, Ryan Sinclair e Yasmin Khan, respectivamente. O episódio também marca o retorno do Mestre, visto pela última vez em "The Doctor Falls" (2017).

## Enredo

### Parte 1
Agentes de inteligência em todo o mundo estão sendo mortos, resultando na Doutora, Yaz, Graham e Ryan serem chamados pelo chefe do MI6, C, para investigar, pois as mortes evidentemente não foram causadas por seres humanos. Seu único suspeito é Daniel Barton, CEO de uma empresa de mídia de mecanismos de pesquisa, a VOR. Além disso, a Doutora entra em contato com o Agente O, encarregado de monitorar as atividades extraterrestres, antes removido da função por C. Este último então é morto por formas de vida misteriosas, mas a Doutora e seus acompanhantes escapam.
Yaz e Ryan investigam Barton e determinam que seu DNA é apenas 93% humano, e são convidados para a festa de aniversário dele no dia seguinte. Enquanto isso, Graham e a Doutora encontram O no interior da Austrália. Ambos os grupos acabam encontrando as mesmas formas de vida, que parecem estar trabalhando com Barton. Na Austrália, a Doutora é capaz de capturar uma das formas. Enquanto se infiltra na sede da VOR com Ryan, Yaz é capturada por uma delas, sendo transportada para um ambiente estranho. De alguma forma, o alienígena capturado é capaz de se libertar, substituindo-se por Yaz e deixando-a na jaula da Doutora na base de O. Ryan é trazido para a Austrália e se reúne com Yaz, Graham e a Doutora.
Juntos com O, os quatro investigam Barton em sua festa de aniversário. A Doutora então o confronta, que nega todas as acusações. Irritado, Barton sai em seu carro, e a Doutora e seus companheiros seguem em motos até o jato particular do CEO. Ao saltar a bordo do jato, a Doutora desconfia de O após um comentário sobre sua capacidade de correr. Ele revela que é o Mestre – tendo estado no controle de Barton e dos alienígenas. Barton desaparece do assento do piloto, deixando uma bomba em seu lugar. Enquanto o dispositivo detona, a Doutora é capturada por um dos alienígenas e se encontra no mesmo ambiente em que Yaz estava anteriormente, deixando seus companheiros no avião em queda.

### Parte 2
Na dimensão dos alienígenas, a Doutora conhece a pioneira em computação Ada Lovelace e agarra sua mão quando um Kasaavin aparece, transportando-as para uma exposição de invenções em 1834, onde encontram o Mestre. A Doutora percebe que o Mestre não entende completamente os Kasaavins quando pergunta como ela escapou da dimensão deles. Ada a leva para a residência do polímata Charles Babbage, onde a Doutora convoca um Kasaavin através de uma estatueta idêntica à do escritório de Barton, na esperança de retornar ao século XXI. Ada agarra a mão dela enquanto desaparece e elas viajam para Paris durante a Segunda Guerra Mundial em 1943. Elas são resgatadas pela espiã britânica Noor Inayat Khan, com o Mestre se passando por um oficial nazista através do uso de um filtro de percepção.A Doutora encontra o Mestre no topo da Torre Eiffel, onde o Mestre revela que ele fez com que os Kasaavins matassem espiões para chamar a atenção da Doutora. Ele também informa a ela que Gallifrey foi destruído. Com a ajuda de Ada e Noor, a Doutora destrói seu filtro e vira os nazistas contra o Mestre, enquanto o grupo dela usa sua TARDIS para retornar ao presente.
Enquanto isso, Ryan encontra instruções para pousar o avião com segurança com a ajuda de uma gravação feita pela própria Doutora. Barton então faz de Graham, Yaz e Ryan suspeitos. Eles roubam um dos carros de Barton, levando-os a um armazém onde encontram sua mãe morta. Falando em uma conferência, Barton revela que os Kasaavin reescreverão o DNA da humanidade para utilizar sua capacidade de armazenamento como discos rígidos. O Mestre, forçado a viver no século XX sem sua TARDIS, chega a tempo de ver o dispositivo da estatueta ativado, apenas para falhar depois que a Doutora implanta um vírus no dispositivo e expõe a traição do Mestre, enviando os Kasaavins de volta à sua dimensão, levando o Mestre com eles, enquanto Barton pede por extração.
Depois de ter estabelecido os meios para seus acompanhantes sobreviverem ao acidente de avião, a Doutora devolve Ada e Noor aos seus períodos de tempo e tira suas memórias sobre ela. A Doutora vai então visitar as ruínas de Gallifrey, descobrindo uma confissão do Mestre sobre como ele destruiu seu planeta natal depois de perceber que eles entendiam a história dos Senhores do Tempo como uma mentira, mencionando a "Criança Atemporal". Depois seus acompanhantes pedem que a Doutora explique quem ela é, e a Doutora conta a eles o que ela acredita ser seu passado.

### Continuidade
A "Criança Atemporal" foi mencionada brevemente no episódio "The Ghost Monument" na 11.ª temporada, onde os Remanescentes provocavam a Doutora sobre seu conhecimento da Criança.

## Produção

### Desenvolvimento
"Spyfall" foi escrito pelo showrunner e produtor executivo da série, Chris Chibnall. É o primeiro episódio de duas partes a não usar títulos separados para cada um deles desde "The End of Time" (2009–10).
A Parte Um foi dedicada a Terrance Dicks, um ex-roteirista de Doctor Who que morreu em agosto de 2019.

### Elenco
O episódio apresenta Jodie Whittaker como a Décima terceira Doutora na sua segunda temporada no papel. Bradley Walsh, Tosin Cole e Mandip Gill também reprisam seus papéis como Graham O'Brien, Ryan Sinclair e Yasmin Khan, respectivamente.
Lenny Henry e Stephen Fry foram escalados para a história de duas partes, com Henry interpretando Daniel Barton e Fry como C, o chefe do MI6. Sacha Dhawan fez uma aparição sem aviso prévio como O, mais tarde revelado ser o Mestre. Dhawan anteriormente interpretou Waris Hussein, o diretor do primeiro serial de Doctor Who, no docudrama de 2013 An Adventure in Space and Time. Dhawan disse que havia sido notificado sobre o papel em janeiro de 2019, cerca de uma semana antes de filmar na África do Sul, no momento em que trabalhava com Peter Capaldi, o ator que havia interpretado a encarnação anterior do Doutor, em uma peça de teatro. Dhawan achou difícil ficar sério na frente de Capaldi, pois ele tinha que manter seu papel em segredo.

### Filmagens
Jamie Magnus Stone, que anteriormente dirigiu o mini-episódio "The Last Day", dirigiu o primeiro bloco de produção da 12.ª temporada, que compreende o primeiro e o quinto episódio da temporada. As filmagens começaram em 23 de janeiro de 2019. Lee Haven Jones dirigiu o segundo bloco, que compreendia o segundo e o terceiro episódio. Vários países foram retratados durante as filmagens na África do Sul.

## Transmissão e recepção
A primeira parte de "Spyfall" foi ao ar em 1 de janeiro de 2020, com a segunda parte sendo exibida no domingo seguinte, em 5 de janeiro. As duas partes de "Spyfall" foi lançado nos cinemas nos Estados Unidos em 5 de janeiro de 2020.
"Spyfall, Part 1" foi assistido por 4,88 milhões de espectadores durante sua exibição original, tornando-o o segundo programa mais assistido do dia no Reino Unido. O primeiro episódio teve uma pontuação de 82 no Índice de Avaliação do Público. "Spyfall, Part 2" foi assistido por 4,60 milhões de espectadores durante a noite, tornando-o o quinto programa mais assistido do dia. O segundo episódio também teve uma pontuação no Índice de Avaliação de 82. Ao todo, os dois episódios foram assistidos por 6,89 e 6,07 milhões de espectadores em todos os canais do Reino Unido, respectivamente.
O primeiro episódio detém uma taxa de aprovação de 93% no Rotten Tomatoes e uma média de 7,54/10 com base em 27 avaliações. O consenso crítico do site diz: "Um novo traje, novos rostos e um pouco de espionagem emocionante são divertidos o suficiente, mas os momentos finais de 'Spyfall, Parte 1', inspiram esperança para uma nova temporada absolutamente épica de Doctor Who".
No mesmo site, o segundo episódio tem uma aprovação de 82% e uma média de 7,18/10 com base em 17 avaliações. O consenso crítico diz: "Embora seja definitivamente uma vitrine bem-vinda de tudo o que a Doutora de Whittaker tem a oferecer, o aprofundamento de 'Spyfall, Parte 2' na história bem-conhecida de Doctor Who não pode deixar de se sentir como um passo atrás".